# Rémi Garde
Pour les articles homonymes, voir Garde.
Rémi Garde, né le 3 avril 1966 à L'Arbresle, est un footballeur international français évoluant au poste de Milieu de terrain devenu entraîneur.
Évoluant au poste de milieu de terrain, il porte le maillot de l'équipe de France à six reprises et participe à l'Euro 1992. Après sa retraite sportive, il est l'entraîneur de l'Olympique lyonnais de 2011 à 2014 puis du club anglais Aston Villa pendant la saison 2015-2016, avant de tenter une expérience hors de l'Europe en MLS à l'Impact de Montréal de 2018 à 2019.

## Carrière de joueur
Formé à l'Olympique lyonnais, Rémi Garde y commence sa carrière professionnelle en 1988 et devient rapidement l'homme de confiance de Raymond Domenech qui en fait son capitaine. Il participe à la remontée de l'OL en Division 1 en menant son club à la victoire lors du championnat de Division 2 1988-1989, après cinq saisons dans l'antichambre de l'élite. Rémi Garde inscrit notamment 24 buts en 145 matches jusqu'à son départ en 1993 et avec aussi une participation à la Coupe de l'UEFA en 1992, une première à l'époque depuis plus quinze ans pour le club rhodanien.
Il poursuit ensuite sa carrière au Racing Club de Strasbourg de 1993 à 1996 et agrémente son palmarès d'une place de finaliste de la Coupe de France 1995, aux côtés notamment de Frank Lebœuf, Marc Keller et Aleksandr Mostovoï.
En 1996, il rejoint les Gunners d'Arsenal, entraînés par Arsène Wenger et devient le premier joueur étranger à porter le brassard de capitaine de l'équipe londonienne à son arrivée en 1996. En 1998, il réalise le doublé championnat-FA Cup.
Il est à six reprises sélectionné en équipe de France, faisant partie du groupe des 20 joueurs pour l'Euro 1992 disputé en Suède, même s'il n'y joue aucune minute.

## Carrière d'entraîneur

### Premier poste à l'Olympique lyonnais
À partir de 2003, il devient cadre technique à l'Olympique lyonnais, occupant notamment le poste d'entraîneur adjoint de Paul Le Guen puis de Gérard Houllier. En 2010, il est nommé directeur du centre de formation de l'Olympique lyonnais, succédant à ce poste à Georges Prost. Les diverses fonctions occupées au sein de l'Olympique lyonnais permettent à Rémi Garde d'appréhender le fonctionnement du club dans sa globalité, faisant de lui une alternative naturelle lors de l'éviction de Claude Puel à la fin de la saison 2010-2011.
Rémi Garde devient entraîneur de l'équipe première de l'OL le 21 juin 2011, prenant la succession de Claude Puel. Son profil correspond alors à la nouvelle politique de Jean-Michel Aulas qui souhaite s'appuyer davantage sur les jeunes du centre de formation pour réduire les dépenses et pérenniser le financement du futur Stade des Lumières.
Pour sa première participation en Ligue des champions en tant que coach au sein de l'OL, il porte à 12 le nombre de participations consécutives du club à la compétition quand son équipe élimine le club russe du Rubin Kazan (3-1 à Gerland, 1-1 en Russie). Son coaching s'avère de nouveau payant en Ligue des Champions le 7 décembre 2011 sur la pelouse du Dinamo Zagreb : grâce à une victoire par sept buts à un, les Lyonnais reprennent contre toute attente la seconde place de leur groupe à la différence de buts et accèdent aux huitièmes de finale pour la neuvième année consécutive.
En Ligue 1, le schéma résolument offensif développé par Rémi Garde amène l'OL à atteindre la première place du championnat dès la 6e journée. Malgré cette première place, il perd pour la première fois de la saison contre Caen (1-0 à Caen) à la suite d'une série d'invincibilité de 10 matches toutes compétitions confondues. Depuis cette défaite à Caen, l'Olympique lyonnais a déjà subi 6 défaites hors de ses bases (Paris SG, Lille, Sochaux, Valenciennes, Montpellier et Bordeaux) et deux défaites à domicile sur le même score (1-2) face à Rennes et Caen. Il gagne son premier trophée avec l'Olympique lyonnais lors de cette même saison : le club rhodanien bat l'US Quevilly 1 à 0 en finale de la Coupe de France grâce à un but de Lisandro López.
Le 28 juillet 2012, il remporte le Trophée des champions face à Montpellier HSC. Pour la saison 2012-2013, Rémi Garde effectue un mercato estival marqué par le souci d'économie, il fait revenir à Lyon après 11 ans d'absence Steed Malbranque, initialement formé au club. Il ajoute à cela l'arrivée du défenseur central Milan Bisevac, ainsi qu'un défenseur gauche offensif-defensif Argentin Fabian Monzon qui part au mercato hivernal à Fluminenseen prêt, et un milieu défensif Arnold Mvuemba. En parallèle de ces arrivées, le club doit se séparer lors de ce mercato de Hugo Lloris, Aly Cissokho, Kim Källström et Cris.
Le club est deuxième à la fin de cette première partie de saison avec 38 points. En Ligue Europa, l'effectif aligné pour l'occasion étant très jeune, et issu du centre de formation. La phase de poules est terminée à la première place avec cinq victoires et un nul. L'OL échoue en seizième de finale, contre Tottenham.
Cependant, la deuxième partie de saison est plus difficile[réf. nécessaire]. L'OL est, à trois journées de la fin du championnat, troisième à quatre points de l'OM et 11 points du PSG. Finalement, les Lyonnais parviennent à conserver la troisième place, qualificative pour le troisième tour préliminaire de Ligue des champions. Garde doit toutefois s'attendre à un nouveau mercato agité, avec les départs évoqués de Bafétimbi Gomis et de Jimmy Briand.
Le début de saison 2013-2014 commence très bien, avec 4 victoires consécutives (2 en ligue 1 et 2 en Ligue des champions). Cependant, dès les barrages de la Ligue des champions face au club espagnol du Real Sociedad, Lyon décroche et perd ses deux matchs 2-0. Le club rhodanien ne jouera que la Ligue Europa 2013-2014. La suite de la saison est en demi-teinte pour l’entraîneur rhodanien. En effet, au premier avril, le club n'est que cinquième du championnat à 6 points de l'ennemi de toujours, l'AS Saint-Etienne, qui est venu s'imposer à Gerland le 30/03/2014 sur le score de 2-1. Mais l'Olympique lyonnais parvient tout de même à arriver en finale de la Coupe de la Ligue face au PSG de Laurent Blanc. C'est sur la scène européenne que l'Olympique lyonnais de Rémi Garde se montre le plus convaincant, en accédant aux quarts de finale de la League Europa. Lors de ce tour de la compétition les Lyonnais affrontent l'un des favoris, le Juventus de Turin. Lyon quittera la compétition en s'inclinant 0-1 à Gerland, puis 2-1 une semaine après au Juventus Stadium.
Le 12 mai 2014, après des mois d'hésitations à la suite des nombreuses propositions de renouvellement de contrat émises par la direction lyonnaise, la presse annonce que Rémi Garde refuse le poste et quitte donc son club de cœur après 3 saisons. Il est remplacé par Hubert Fournier.

### Expérience anglaise à Aston Villa
Le 2 novembre 2015, il signe pour le club d'Aston Villa, alors dernier du championnat. Il remplace Tim Sherwood, mais il ne parvient pas à redresser le club au classement. Par consentement mutuel, il quitte le club anglais le 29 mars 2016.

### Départ en MLS à l'Impact de Montréal
Le 8 novembre 2017, il est appelé par le président Joey Saputo à occuper le poste d'entraineur-chef de l'Impact de Montréal pour une durée de deux ans (plus une troisième en option)  en vue de la saison 2018 de la Major League Soccer (MLS). L'une de ses premières décisions est de faire venir à ses côtés au poste d'entraineur des gardiens Joël Bats, avec qui il a longtemps collaboré à Lyon.
Il s'entoure aussi de l'ancien préparateur physique de l'Équipe de France de football Robert Duverne. Après une saison difficile, il échoue à qualifier le club pour les séries éliminatoires en 2018.
Pour sa deuxième année, l'équipe effectue une très bonne première moitié de championnat mais privé de son meilleur joueur Nacho Piatti, l'Impact redescend vers le milieu du classement par la suite. Kevin Gilmore, le nouveau président arrivé à l'aube de la saison 2019, le licencie le 21 août 2019, à la suite d'une série de contre-performances, bien que le club soit alors septième de la Conférence Est de la MLS et toujours en course pour les séries éliminatoires et le championnat canadien,.

## Statistiques détaillées

### Joueur
(Mise à jour au 21 novembre 2021)
| Saison    | Club                 | Pays | Championnat    | Championnat | Championnat | Coupe(s) Nationale(s) | Coupe(s) Nationale(s) | Coupe d’Europe | Coupe d’Europe | Coupe d’Europe | France | France | TOTAL  | TOTAL |
| Saison    | Club                 | Pays | Division       | Matchs      | Buts        | Matchs                | Buts                  | Coupe          | Matchs         | Buts           | Matchs | Buts   | Matchs | Buts  |
| --------- | -------------------- | ---- | -------------- | ----------- | ----------- | --------------------- | --------------------- | -------------- | -------------- | -------------- | ------ | ------ | ------ | ----- |
| 1984-1985 | Olympique lyonnais   |      | Division 2     | 1           | 0           | 0                     | 0                     | -              | -              | -              | -      | -      | 1      | 0     |
| 1985-1986 | Olympique lyonnais B |      | Division 3     | 0           | 0           | 0                     | 0                     | -              | -              | -              | -      | -      | 0      | 0     |
| 1986-1987 | Olympique lyonnais B |      | Division 3     | 0           | 0           | 0                     | 0                     | -              | -              | -              | -      | -      | 0      | 0     |
| 1987-1988 | Olympique lyonnais   |      | Division 2     | 1           | 0           | 0                     | 0                     | -              | -              | -              | -      | -      | 1      | 0     |
| 1988-1989 | Olympique lyonnais   |      | Division 2     | 32          | 5           | 7                     | 1                     | -              | -              | -              | -      | -      | 39     | 6     |
| 1989-1990 | Olympique lyonnais   |      | Division 1     | 31          | 4           | 1                     | 0                     | -              | -              | -              | 3      | 0      | 35     | 4     |
| 1990-1991 | Olympique lyonnais   |      | Division 1     | 24          | 3           | 1                     | 0                     | -              | -              | -              | -      | -      | 25     | 3     |
| 1991-1992 | Olympique lyonnais   |      | Division 1     | 24          | 1           | 1                     | 0                     | C3             | 2              | 1              | 3      | 0      | 30     | 2     |
| 1992-1993 | Olympique lyonnais   |      | Division 1     | 33          | 9           | -                     | -                     | -              | -              | -              | -      | -      | 33     | 9     |
| 1993-1994 | RC Strasbourg        |      | Division 1     | 21          | 1           | 0                     | 0                     | -              | -              | -              | -      | -      | 21     | 1     |
| 1994-1995 | RC Strasbourg        |      | Division 1     | 31          | 2           | 5                     | 0                     | -              | -              | -              | -      | -      | 36     | 2     |
| 1995-1996 | RC Strasbourg        |      | Division 1     | 16          | 0           | 0                     | 0                     | CI+C3          | 8              | 0              | -      | -      | 24     | 0     |
| 1996-1997 | Arsenal FC           |      | Premier League | 11          | 0           | 0                     | 0                     | -              | -              | -              | -      | -      | 11     | 0     |
| 1997-1998 | Arsenal FC           |      | Premier League | 10          | 0           | 1                     | 0                     | -              | -              | -              | -      | -      | 11     | 0     |
| 1998-1999 | Arsenal FC           |      | Premier League | 10          | 0           | 5                     | 0                     | C1             | 5              | 0              | -      | -      | 20     | 0     |
|           |                      |      | TOTAL          | 245         | 25          | 21                    | 1                     | -              | 15             | 0              | 6      | 0      | 287    | 27    |

### Entraîneur
(Mise à jour au 9 juillet 2020)
| Saison                | Club                  | Championnat           | Championnat | Championnat | Championnat | Championnat | Coupe nationale | Coupe nationale | Coupe nationale | Coupe nationale | Coupe de la Ligue | Coupe de la Ligue | Coupe de la Ligue | Coupe de la Ligue | Supercoupe | Supercoupe | Supercoupe | Supercoupe | Compétition continentale | Compétition continentale | Compétition continentale | Compétition continentale | Compétition continentale | Total | Total | Total | Total | % V |
| Saison                | Club                  | Division              | M           | V           | N           | D           | M               | V               | N               | D               | M                 | V                 | N                 | D                 | M          | V          | N          | D          | Type                     | M                        | V                        | N                        | D                        | M     | V     | N     | D     | % V |
| --------------------- | --------------------- | --------------------- | ----------- | ----------- | ----------- | ----------- | --------------- | --------------- | --------------- | --------------- | ----------------- | ----------------- | ----------------- | ----------------- | ---------- | ---------- | ---------- | ---------- | ------------------------ | ------------------------ | ------------------------ | ------------------------ | ------------------------ | ----- | ----- | ----- | ----- | --- |
| 2011-2012             | Olympique lyonnais    | 1                     | 38          | 19          | 7           | 12          | 6               | 6               | 0               | 0               | 4                 | 3                 | 0                 | 1                 | -          | -          | -          | -          | C1                       | 10                       | 4                        | 3                        | 3                        | 58    | 32    | 10    | 16    | 55% |
| 2012-2013             | Olympique lyonnais    | 1                     | 38          | 19          | 10          | 9           | 1               | 0               | 0               | 1               | 1                 | 0                 | 0                 | 1                 | 1          | 1          | 0          | 0          | C3                       | 8                        | 5                        | 2                        | 1                        | 49    | 25    | 12    | 14    | 51% |
| 2013-2014             | Olympique lyonnais    | 1                     | 38          | 17          | 10          | 11          | 3               | 2               | 0               | 1               | 4                 | 3                 | 0                 | 1                 | -          | -          | -          | -          | C1+C3                    | 4+12                     | 2+5                      | 0+4                      | 2+3                      | 61    | 29    | 14    | 18    | 48% |
| Total                 | Total                 | Total                 | 114         | 55          | 27          | 32          | 10              | 8               | 0               | 2               | 9                 | 6                 | 0                 | 3                 | 1          | 1          | 0          | 0          | -                        | 34                       | 16                       | 9                        | 9                        | 168   | 86    | 36    | 46    | 51% |
| 2015-2016             | Aston Villa           | 1                     | 20          | 2           | 6           | 12          | 3               | 1               | 1               | 1               | -                 | -                 | -                 | -                 | -          | -          | -          | -          | -                        | -                        | -                        | -                        | -                        | 23    | 3     | 7     | 13    | 13% |
| Total                 | Total                 | Total                 | 20          | 2           | 6           | 12          | 3               | 1               | 1               | 1               | -                 | -                 | -                 | -                 | -          | -          | -          | -          | -                        | -                        | -                        | -                        | -                        | 23    | 3     | 7     | 13    | 13% |
| 2018                  | Impact de Montréal    | 1                     | 34          | 14          | 4           | 16          | 2               | 1               | 0               | 1               | -                 | -                 | -                 | -                 | -          | -          | -          | -          | -                        | -                        | -                        | -                        | -                        | 36    | 15    | 4     | 17    | 42% |
| 2019                  | Impact de Montréal    | 1                     | 27          | 10          | 4           | 13          | 4               | 3               | 1               | 0               | -                 | -                 | -                 | -                 | -          | -          | -          | -          | -                        | -                        | -                        | -                        | -                        | 31    | 13    | 5     | 13    | 42% |
| Total                 | Total                 | Total                 | 61          | 24          | 8           | 29          | 6               | 4               | 1               | 1               | -                 | -                 | -                 | -                 | -          | -          | -          | -          | -                        | -                        | -                        | -                        | -                        | 67    | 28    | 9     | 30    | 42% |
| Total sur la carrière | Total sur la carrière | Total sur la carrière | 195         | 81          | 41          | 73          | 19              | 13              | 2               | 4               | 9                 | 6                 | 1                 | 2                 | 1          | 1          | 0          | 0          | -                        | 34                       | 16                       | 9                        | 9                        | 258   | 117   | 52    | 89    | 45% |

## Palmarès joueur

### En club
- Champion d'Angleterre en 1998 avec Arsenal FC
- Champion de France de Division 2 en 1989 avec Olympique lyonnais
- Vainqueur du Charity Shield en 1998 avec Arsenal FC
- Vainqueur de la Coupe Intertoto en 1995 avec le RC Strasbourg
- Finaliste de la Coupe de France en 1995 avec le RC Strasbourg

### En équipe de France
- 6 sélections entre 1990 et 1992[15],[3]
- Vainqueur du tournoi du Koweït en 1990

## Palmarès entraîneur
- Vainqueur de la Coupe de France en 2012 avec l'Olympique lyonnais
- Vainqueur du Trophée des champions en 2012 avec l'Olympique lyonnais
- Finaliste de la Coupe de la Ligue en 2012 et en 2014 avec l'Olympique lyonnais

## Distinctions personnelles et records
- Membre de l'équipe de France alignant 19 matchs sans défaite entre mars 1989 et le 19 février 1992, plus longue série à l'époque
- Membre de l'équipe de France remportant chacun de ses huit matchs des Qualifications à l'Euro 1992, une première en Europe à l'époque.